# Akoko South West
Akoko South West è una  delle diciotto aree a governo locale (local government areas) in cui è suddiviso lo stato di Ondo, in Nigeria. Estesa su una superficie di 226 chilometri quadrati, conta una popolazione di 229.486 abitanti.